# Umberto Mormile
Umberto Mormile (15 settembre 1953 – Carpiano, 11 aprile 1990) è stato un educatore italiano assassinato dalla 'ndrangheta, omicidio rivendicato inizialmente dalla Falange Armata.

## Biografia
Educatore carcerario, dapprima in servizio a Parma (dove conobbe Armida Miserere divenuta in seguito la sua compagna) e poi nel carcere di Opera, venne assassinato in un agguato della 'ndrangheta sulla provinciale Binasco-Melegnano nei pressi di Carpiano, mentre si recava al lavoro. Da una moto Honda 600 che affiancò la sua automobile Alfa Romeo 33 furono esplosi sei colpi di 38 special. L’omicidio venne rivendicato all'ANSA di Bologna dall'organizzazione terroristica Falange Armata Carceraria che esordì precisamente con questo assassinio. 
Per questo delitto, vennero condannati in via definitiva Domenico e Antonio Papalia come mandanti e Antonio Schettini e Nino Cuzzola come esecutori materiali, entrambi rei confessi. Come movente, inserito agli atti, fu individuato il desiderio di vendetta per il rifiuto di Mormile di stilare una relazione favorevole a far ottenere un permesso di libera uscita al boss ergastolano Domenico Papalia in cambio di 30 milioni di lire, circostanza smentita in seguito dalle dichiarazioni del pentito Vittorio Foschini. Nel corso del processo si insinuò di una condotta di Mormile propensa a favorire i boss detenuti, sia a Parma sia a Opera, ma nella sentenza di condanna non furono trovati elementi al sostegno di questa tesi.
Il 19 luglio 2016, durante la commemorazione della strage di via D'Amelio in cui perse la vita il giudice Paolo Borsellino, salirono per la prima volta sul palco i fratelli di Umberto, Stefano e Nunzia Mormile. I fratelli raccontarono di come, insieme alla sua compagna Armida Miserere, la direttrice del carcere di Sulmona morta suicida il 19 aprile 2003, avevano portato avanti per molti anni ricerche per conto proprio e di essere arrivati alla conclusione che Umberto fu assassinato per un presunto accordo stato-mafia, tra i servizi segreti e l'amministrazione penitenziaria, che permetteva ai primi di poter entrare in carcere e parlare con i boss in regime di carcere duro, il 41 bis.
Nel venticinquesimo anniversario della morte di Umberto Mormile, a Casa Professa a Palermo, luogo dell’ultimo discorso pubblico di Paolo Borsellino, la famiglia, per la prima volta, lo ricordò pubblicamente.
A 28 anni dalla sua morte, l'11 aprile 2018, in occasione del Festival dei beni confiscati alle mafie a Milano, il fratello Stefano chiese l'apertura del caso, per conoscere la verità e ottenere giustizia.